# Elaeosticta paniculata
Elaeosticta paniculata är en flockblommig växtart som först beskrevs av Jevgenij Korovin, och fick sitt nu gällande namn av Kljuykov och Pimenov. Elaeosticta paniculata ingår i släktet Elaeosticta och familjen flockblommiga växter. Inga underarter finns listade i Catalogue of Life.